# Turul Ciclist al Sibiului 2011
Turul Ciclist al Sibiului 2011 a fost o cursă de ciclism de șosea pe etape, desfășurată în perioada 6–10 iulie 2011 în Județul Sibiu, pe o distanță totală de 446,5 km. Aceasta a figurat în calendarul Federației Române de Ciclism și Triatlon, precum și în calendarul UCI Europe Tour.

## Prezentare
Traseul a inclus în cele cinci zile de concurs un contratimp pe echipe și un contratimp individual a avut loc în centrul orașului Sibiu. Au luat startul în cursă 20 de echipe provenind din 13 țări europene, ce au totalizat un număr de 108 de cicliști. Premiile totale în bani au fost de 26.000 euro, iar pentru clasamentul UCI de 212 puncte. Câștigătorul turului a fost Vladimir Koev.

### Etape
- Etapa 1 (6 iulie): Poplaca – Sibiu, contratimp pe echipe (10 km)
- Etapa 2 (7 iulie): Sibiu – Mediaș – Sighișoara – Agnita – Cincu – Avrig (199,5 km)
- Etapa 3 (8 iulie): Mediaș – Bârghiș – Șeica Mare – Ocna Sibiului – Sibiu – Păltiniș (145 km)
- Etapa 4 (9 iulie): Centrul istoric al Sibiului, contratimp individual (4,4 km)
- Etapa 5 (10 iulie): Sibiu – Cisnădioara – Cisnădie – Sadu – Avrig – Bâlea Lac (95 km)

### Tricouri distinctive
Tricourile distinctive acordate în cursă:
- - Tricoul galben  – liderul clasamentului general
- - Tricoul roșu – cel mai bun sprinter
- - Tricoul verde – cel mai bun cățărător
- - Tricoul portocaliu – cel mai bun rutier sub 23 de ani
- - Tricoul albastru – cel mai bun rutier român